# Escapar del edén
Escapar del edén (título original: Free of Eden) es un telefilme estadounidense de drama de 1998, dirigido por León Ichaso, escrito por Delle Chatman y Yule Caise, musicalizado por Terence Blanchard y Andrew Rollins, en la fotografía estuvo Claudio Chea, los protagonistas son Sidney Poitier, Sydney Tamiia Poitier y Phylicia Rashad, entre otros. Este largometraje fue producido por Showtime Networks y Verdon-Cedric Productions.

## Sinopsis
Will Cleamons, un exmaestro, que ahora es empresario, accede a ser el tutor de Nicole Turner, una chica de 18 años que dejó la secundaria. Este vínculo no solo ayuda a Nicole a armar su futuro, sino que favorece a Cleamons a arreglar su vida.